# Jing-Jin-Ji
Pour les articles homonymes, voir JJJ.
La mégalopole de Jing-Jin-Ji ou Jingjinji (en chinois : 京津冀城市群, abrégée en JJJ) ou Pékin-Tianjin-Hebei, désigne la mégalopole regroupant Pékin (Jing pour Beijing), Tianjin (Jin), ainsi que toute la province du Hebei (Ji) qui les entoure. 
Ce concept s'inscrit dans la stratégie de développement de la région autour de la capitale et le besoin de coordonner le développement de cette région pour une meilleure compétitivité de la région au niveau national, notamment par rapport aux régions économiques fortes comme la région du Delta du Yangzi autour de Shanghai ou encore la région du Delta de la rivière des Perles autour de Canton et Hongkong. 
Une stratégie ambitieuse se met en place dans cette région, notamment avec la création de Xiong'an, une nouvelle zone économique spéciale à égale distance de Pékin et Tianjin, formant ainsi un nouveau triangle économique, doté d'une nouvelle infrastructure qui est le nouvel aéroport international de Pékin-Daxing, opérationnel depuis octobre 2019.
Depuis 2014, les autorités chinoises souhaitent accompagner ce mouvement d'urbanisation à créer plusieurs villes-nouvelles décrits comme durables à l'image de Caofeidian.